# LNWR classe Waterloo
La Classe Waterloo du London and North Western Railway est un modèle de locomotives à vapeur de disposition d'essieux 120 « Porter » (2-4-0 dans la nomenclature britannique). Destinées aux trains de voyageurs rapides sur des lignes accidentées, elles sont une version à plus petites roues de la classe Improved Precedent. 90 ont été produites entre 1889 et 1896 en remplacement des locomotives la classe Samson. Les dernières Waterloo sont retirées du service en 1933 par le London, Midland and Scottish Railway.
Elle est communément désignée class Whitworth, la coutume au LNWR veut qu'une série prenne le nom de baptême de la première locomotive. Dans le cas de cette série, la no 1015 Whitworth est entrée en service avant la no 748 Waterloo bien que cette dernière ait été assemblée en premier.

## Histoire

### Origines
En 1870, le London and North Western Railway utilise encore nombre de locomotives à un seul essieu moteur pour la traction des trains express. Les convois plus lourds, ou circulant sur des sections à la topographie plus difficile, sont remorqués par les locomotives de disposition 120 de la classe Newton, apparues en 1866, lesquelles offrent une meilleure adhérence. Pour les trains de voyageurs de moindre importance, le LNWR a créé la classe Samson en 1864, des machines de disposition 120 à la chaudière moins puissante dont les roues sont légèrement plus petites.
Nommé ingénieur en chef du LNWR, Francis Webb (en) réalise d'abord des Samson et Newton supplémentaires avant de créer ses premières locomotives en 1873-1874. La 17-inch Coal est une locomotive pour trains de marchandises dont la chaudière, plus puissante que celle du matériel existant, est réutilisée par Webb pour concevoir les machines de la classe Precursor, des 120 à roues de diamètre réduit (1 740 mm) rapidement suivies par celles de la classe Precedent qui combinent une chaudière améliorée avec de grandes roues, les destinant aux lignes à profil facile. Conçues pour la section de Crewe à Carlisle, la plus difficile de la ligne du LNWR menant à l’Écosse — actuelle section sud de la West Coast Main Line — les Precursor ne semblent pas donner pleinement satisfaction, possiblement à cause de leurs petites roues qui en font de bonnes grimpeuses mais plafonnent la vitesse maximale sur les sections moins ardues, elles disparaissent au plus tard en 1895. À partir de 1880, Francis Webb commence à mettre en service des locomotives compound à trois cylindres (classes Experiment, Dreadnought et Teutonic) fort performantes dans des conditions optimales mais d'un fonctionnement extrêmement compliqué. Face aux difficultés de ces locomotives novatrices, Webb doit donc se résoudre à construire de nouvelles locomotives à simple expansion, dérivées des Precedent.

### Mise au point

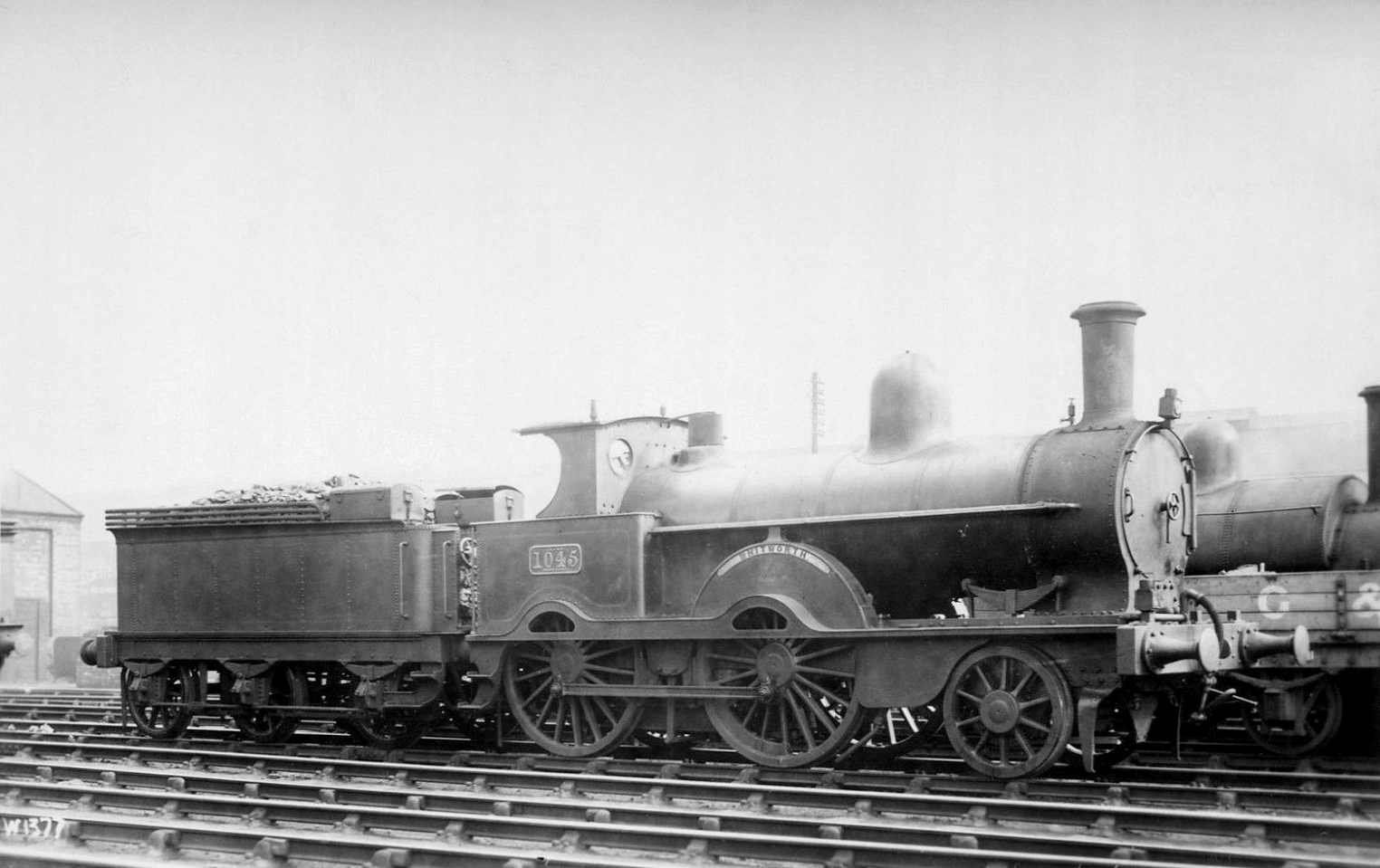
La no 1045 Whitworth, premier exemplaire entré en service.

Les nouvelles locomotives créées par Webb en 1887 sont une évolution de la classe Precedent avec une chaudière plus puissance et un châssis renforcé. Désignées Improved Precedent, elles sont construites par les ateliers LNWR de Crewe en remplacement de locomotives des classes Newton puis Precedent, envoyées à la démolition en l'échange des nouvelles locomotives, une opération déguisée en modernisation afin d'éviter des taxes.
Afin de bénéficier d'un meilleur effort de traction, Webb réalise un modèle très similaire avec pour seule différence leurs roues motrices de 6 pieds 3 pouces (1,905 m) au lieu de 6 pieds 9 pouces (2,057 m) et des longerons de châssis moins hauts. Utilisant le même programme de « reconstruction » qui a donné naissance aux Improved Precedent en retirant de la circulation les 90 Samson, complètement inadaptées au service des express, et en les remplaçant par un nombre équivalent de Waterloo qui réutilisent les mêmes noms et numéros. 90 locomotives sont réalisées entre 1889 et 1896. Par rapport aux Samson, elles se reconnaissent à l'écart plus important entre les deux roues motrices, le garde-boue du premier essieu est plus éloigné de la cabine de conduite. Bien que les anciennes Samson soient en principe destinées à la ferraille, le LNWR en conserve 6 (dotées de nouveaux noms et numéros) qui serviront à la traction de trains de service et d'inspections jusqu'en 1925.
Comme toutes les machines pour express du LNWR, leur tender est doté d'un système d'écope pour prendre de l'eau en marche, évitant ainsi un arrêt en gare. Les Precedent puis Improved Precedent étant surnommées « Jumbos », les Waterloo (ou Whitworth) prennent le même surnom, parfois avec la désignation « Small Jumbo » pour les distinguer des « Big Jumbo » à roues plus grandes.

### Carrière et services effectués
En théorie, les Waterloo sont prévues pour les express sur les lignes principales plus accidentées (telle que Crewe – Carlisle) tandis que les Improved Precedent ont les lignes faciles comme terrain d'action. En pratique, les deux séries opéreront fréquemment de concert.
Le LNWR recourt fréquemment à la double traction, la puissance de ses locomotives même les plus neuves étant insuffisante pour les convois les plus lourds. On verra ainsi d'antiques classe Problem à un essieu moteur assister des Jumbos mais aussi ces mêmes Jumbo, dans leur version à petites roues, assister une autre Jumbo voire les grandes Compound de disposition 1111 ou 220.
Le 22 décembre 1894, un train de 15 voitures remorqué par la no 418 Zygia et une compound de la classe Experiment baptisée Express est impliqué dans accident ferroviaire de Chelford (en) causé par la collision entre un wagon de marchandises emporté par le vent et une rame de marchandises en manœuvre. Déraillé par le wagon renversé, le train de voyageurs percute le quai de la gare et les voitures du milieu du train s'empilent, tuant 14 passagers.
Le 13 juillet 1896, un train de nuit "Scotch Express" tracté par la no 2196 Shark et la no 275 Vulcan (classe Improved Precedent) déraille au nord de la gare de Preston dans un contexte où le LNWR concourait avec le Great Northern Railway pour offrir le temps de parcours le plus court entre Londres et l’Écosse. Le conducteur a abordé une courbe serrée dépourvue de contre-rail à plus de 40 mph (64,4 km/h) au lieu des 10 mph (16 km/h) réglementaires. Malgré les dégâts considérables — les tenders et les voitures de tête s'éparpillent — il n'y a qu'un mort parmi les passagers.
En 1902, malgré l'arrivée de locomotives modernes, les trois séries de Jumbos assurent la grande majorité des trains express sur tout le territoire du LNWR au nord de Crewe tractant des rames complètes de voitures à bogies pourvues de l'intercirculation.
En 1903, Webb crée les premières machines de disposition 230 en créant une version avec un bogie et trois roues plus grandes de 040 compound pour marchandises. Désignée classe 1400, cette série remorquera surtout des trains de marchandises rapides et des trains de voyageurs lents et restera sans descendance.

### Fin de carrière

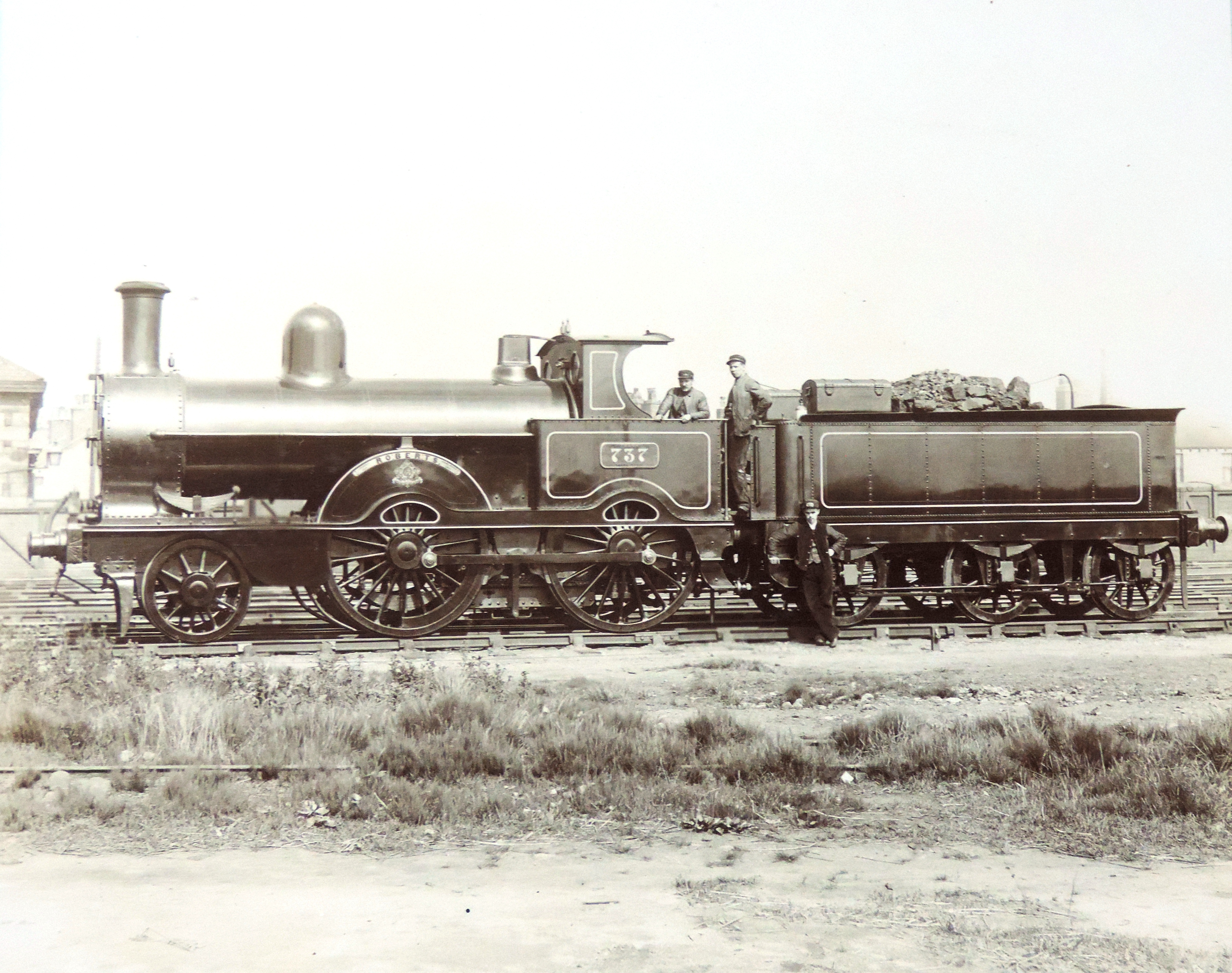
La no 737 Roberts avant 1918. Radiée en 1935, elle est l'avant-dernière de la série à disparaître.

Les 220 compound à quatre cylindres des classes Jubilee et Alfred the Great mises au point par Webb à partir de 1897 connaissant également leur lot de problèmes sérieux, elles ne viennent pas à bout des Jumbos. En revanche George Whale (en), le successeur de Webb met au point en 1904 une nouvelle série de locomotives combinant la disposition 220 des Alfred the Great avec un mécanisme à deux cylindres de pression égale comme sur les Jumbo. La chaudière et les cylindres plus grand de ces nouvelles locomotives également baptisées Precursor leur donnent une grande puissance, qui sera encore accrue lorsqu'une version améliorée pourvue d'un surchauffeur apparaît en 1906. La mise en service d'une nouvelle génération de ten wheel pour trains de voyageurs (classes Experiment, Prince of Wales et Claughton) leur porte un coup dur, d'une part en permettant l'alourdissement des trains, supprimant le besoin de double traction sur certains, de l'autre en reprenant le service des trains de voyageurs rapides de moindre importance, domaine où les Jumbos ont été reléguées. Les locomotives les plus puissantes du LNWR étant à leur tour dépassées, des Waterloo ont été employées pour piloter des trains confiés à des ten-wheel.
Cependant, il reste encore des trains de voyageurs légers pour lesquelles les Waterloo, peu puissantes mais rapides et de fonctionnement simple, peuvent être employées. Alors que les compounds de Webb à trois cylindres et les antiques locomotives à un essieu moteur disparaissent très rapidement, le retrait des Waterloo et Improved Precedent est graduel, débutant en 1906 avec une pause entre 1916 et 1922.
Deux locomotives retirées de la circulation en 1914 et six autres entre 1921 et 1924 ne sont pas démolies mais sont classées par le LNWR comme du matériel de service avec de nouveaux numéros entre 3100 et 3274. Comme les antiques Samson qu'elles remplacent dans ces missions, leur nom est soit Spare engine (locomotive de rechange) ou une combinaison du nom Engineer et de leur ville d'attache ; certaines sont dédiées aux trains d'inspections et ont reçu un second pare-brise monté sur le tender pour les parcours cabine en arrière.
À la création du London, Midland and Scottish Railway en 1923, les 39 exemplaires restants en service ordinaire sont numérotés 5080-5109 à la suite des Precedent et Improved Precedent ; celles quittant le service actif avant 1927 ne les ont jamais réellement porté. Leur retrait se poursuit d'autant que le LMS construit simultanément des locomotives plus modernes à deux essieux moteurs, fortement de 220 du Midland Railway. Arrêtées en 1932, les 5084 et 5095 sont les dernières Waterloo en service courant à être radiées par le LMS. Plusieurs des Waterloo classifiées comme matériel de service disparaissent en 1927, la dernière (Engineer Watford est finalement mise à la retraite en avril 1936.
Aucune Waterloo n'a été préservée mais l'Improved Precedent no 790 Hardwicke de 1892 fait partie des collections du Musée national des chemins de fer.